# Segarcea-Vale
Segarcea-Vale – wieś w Rumunii, w okręgu Teleorman, w gminie Segarcea-Vale. W 2011 roku liczyła 1080 mieszkańców.